# تانكو دياكوف
تانكو دياكوف (بالبلغارية: Танко Дяков)‏ هو لاعب كرة قدم بلغاري في مركز الدفاع، ولد في 18 أغسطس 1984 في ستارا زاغورا في بلغاريا. لعب مع سلافيا صوفيا وفيهرين ساندانسكي ونادي بيروي ستارا زاغورا ونادي تشيرنو مور فارنا ونادي لوكوموتيف بلوفديف ونادي لوكوموتيف صوفيا.